# Courtney Hurley
Courtney Lyn Hurley (Houston, 30 de septiembre de 1990) es una deportista estadounidense que compitió en esgrima, especialista en la modalidad de espada. Su hermana Kelley también compitió en esgrima.
Participó en tres Juegos Olímpicos de Verano, obteniendo una medalla de bronce en Londres 2012, en la prueba por equipos (junto con Maya Lawrence, Susie Scanlan y Kelley Hurley), el quinto lugar en Río de Janeiro 2016 y el quinto en Tokio 2020, también por equipos.
Ganó dos medallas en el Campeonato Mundial de Esgrima de 2018, oro en la prueba por equipos y bronce en la individual.

## Palmarés internacional
| Juegos Olímpicos   | Juegos Olímpicos      | Juegos Olímpicos  | Juegos Olímpicos   |
| Año                | Lugar                 | Medalla           | Prueba             |
| ------------------ | --------------------- | ----------------- | ------------------ |
| 2012               | Londres (Reino Unido) | Medalla de bronce | Espada por equipos |
| Campeonato Mundial |                       |                   |                    |
| Año                | Lugar                 | Medalla           | Prueba             |
| 2018               | Wuxi (China)          | Medalla de oro    | Espada por equipos |
| 2018               | Wuxi (China)          | Medalla de bronce | Espada individual  |